# 佐野藍
佐野 藍（さの あい、本名同じ、1989年 - ）は、日本の彫刻家。2016年からは主に東京都根津にあるGallery花影抄を中心に作品を発表、販売している。

## 人物

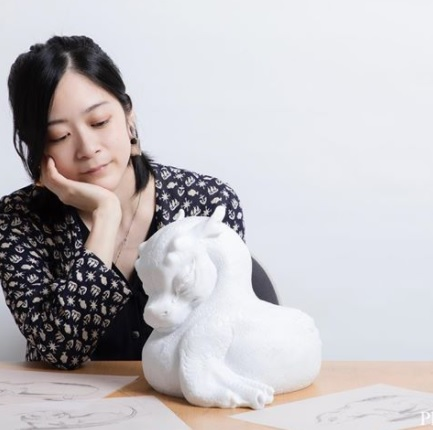
近影

東京都出身。桐朋女子高等学校、東京藝術大学を経て、2016年東京藝術大学大学院美術研究科彫刻専攻を修了。
第62回東京藝術大学卒業・修了作品展で「涔々」がサロン・ド・プランタン賞、平山郁夫賞等を受賞。第64回　東京藝術大学卒業・修了作品展で大作「サクラオオカミ」が大学買上となり、同大学美術館に所蔵されている。作風は、竜種を始めとする幻獣をモチーフに大理石を彫ることが多いが、これには肉親が大学で古代オリエントの動物意匠を専攻していたことと、幼少期に庭の奥の繁みでトカゲと接近遭遇をしたことがきっかけだという。素材に大理石を選んだのは同じく幼少期から自然石と親しんでいたことに加え、彫刻科に在学中、表現法に迷っていたとき出会った”大理石”がきっかけだった。近作「ANIMA」では、アニメーションと言う新しい表現形態や作曲にもチャレンジし新たな境地を実現している。日頃からの口癖は「かっこいいものを作りたい」。

## 展覧会

### 個展
- 2017年　「佐野藍彫刻展　INNOCENT」Gallery花影抄（東京/根津）
- 2018年　「佐野藍彫刻展　獣神達の昼さがり ZOOMORPHIC　SLUMBER」Gallery花影抄（東京/根津）
- 2018年　「佐野藍　週末在廊企画８月」Gallery花影抄（東京/根津）
- 2019年　「佐野藍個展　Stone　Forest」Gallery花影抄（東京/根津）
- 2019年　「佐野藍個展　アルビオンの陽　Radiance　of　Albion」東京国際フォーラム（プロジェクツ／Gallery花影抄ブース）
- 2020年　「佐野藍個展　ANIMA」WEB/Gallery花影抄（東京／根津）
- 2021年  「佐野藍個展    RANGE」Gallery花影抄（東京／根津）
- 2021年  「佐野藍在廊企画　アルビナベイビーズ」Gallery花影抄（東京／根津）

- 2022年  「AI SANO EXHIBITION POP UP 3D」サンライズ六本木（東京／六本木）
- 2022年  「佐野藍個展　Image Combing」Gallery花影抄（東京／根津）

### グループ展
- 2010年　取手　ART PATH　（茨城／結城）
- 2011年　彫刻科　学部有志展　（東京／上野）
- 2012年　佐野藍　森澤麻紀子2人展　「氾霊」（東京／上野）
- 2014年　第62回　東京藝術大学卒業・修了作品展（東京／上野）
- 2014年　長久保華子・佐野藍・縣ケンジ　「a　Priori」（東京　銀座）
- 2015年　Short　Short　Story-彫刻小作品展-（東京／上野）
- 2016年 「Stone　&　Women　3」いりや画廊（東京/入谷）
- 2016年 「藝大×EXPO展」ギャラリーマルヒ（東京/根津）
- 2016年　[ SPRING　BOARD　2016東京／（JR上野駅ガレリア）
- 2016年　第64回　東京藝術大学　卒業・修了作品展（東京／上野）
- 2017年 「±複号の彫刻家たち展　Vol.１」みるめギャラリー（東京／調布）
- 2018年 「ブレイク前夜展」Bunkamuraギャラリー（東京／渋谷）
- 2020年 「ブレイク前夜展　時代を突っ走れ」代官山ヒルサイドテラス（東京／渋谷）

### アートフェア・美術館など
- 2015年　アートフェアPLUS（青山スパイラル）Gallery花影抄ブース（東京／表参道）
- 2016年　アートフェアPLUS（青山スパイラル）Gallery花影抄ブース（東京／表参道）
- 2017年 「特別展　驚異の超絶技巧！明治工芸から現代アートへ」　三井記念美術館
- 2018年 「特別展　驚異の超絶技巧！明治工芸から現代アートへ」岐阜県現代陶芸美術館
- 2019年 「特別展　驚異の超絶技巧！明治工芸から現代アートへ」あべのハルカス美術館
- 2020年　新作　KLEma draco（クレマドラコ）展示　GINZA SIX6階　蔦屋書店
- 2021年 「INSECTS 虫展」　ギャラリーアートもりもと
- 2021年　対談形式レクチャー「未知っち、見ちっち」大分県立美術館

## 受賞
- 2013年　国際瀧冨士美術賞　特別賞
- 2014年　サロン・ド・プランタン賞　受賞
- 2014年　医科歯科大賞　受賞
- 2014年　杜賞　受賞
- 2014年　平山郁夫賞　受賞

## メディア
- 2017年　BSフジ「ブレイク前夜～次世代の芸術家たち～」（YouTubeにて公開中）
- 2018年 『月影という名の』（思潮社発行、森水陽一郎著）装丁写真提供
- 2019年　メンズファッション誌「Them　magazine」webページFEATURE　18,　Mar,　2020、FEATURE　19,　Mar,　2020
- 2020年　美術雑誌「ONBEAT」vol.12　FEATURED　YOUNG　ARTISTS
- 2021年　街録GAIROKU Ch「佐野藍/彫刻家で独立するも母が癌で倒れた・・・」（YouTubeにて公開中）
- 2021年 #DOMMUNE<12/1水>19-21時「ハレンチ学園とその奔放な時代」ゲスト出演

## 参考
- note 佐野藍 "私が note を始めた訳。大切なものを大切にする為に…"
- 花影抄　Webページ　”佐野藍略歴"より
- ONBEAT　vol.12”FEATURED　YOUNG　ARTISTS”より
- 受賞者情報：東京藝術大学アーカイブ